# Nekropsi
Nekropsi  es una banda turca de rock, formada inicialmente en 1989 en la ciudad de Estambul.
El grupo se le considera de un estilo musical de difícil categorización, pero se ha mencionado que su música es una fusión de rock progresivo, thrash metal (en los comienzos del grupo), electrónica y noise. Aunque con elementos vanguardistas y experimentales al igual incluyendo el anatolian rock.
Nekropsi a pesar de no tener un éxito, el grupo siempre se ha catalogado como un grupo fuera de ser un grupo comercial y quedando en la actualidad con un legado de culto difundiendo su música fuera de los medios de comunicación tradicionales. 
El grupo lanzó un EP titulado "Speed Lessons Part I" en 1992 que incluye más elementos densos y fuertes del thrash metal. Pero después se enfocaron más en estilos como el rock progresivo, metal progresivo, post-metal, entre muchos otros.
La mayor presentación que ha hecho el grupo fue hacer un concierto en vivo con dos de los miembros de la legendaria banda británica de rock: Led Zeppelin que son el guitarrista Jimmy Page y el vocalista Robert Plant en 1998 en la ciudad natal del origen del grupo: Estambul.
El grupo mencionó como influencias a Pink Floyd y King Crimson.

## Integrantes

### Formación actual
- Cem Ömeroglu - vocal, guitarra (1991 - actualmente)
- Kerem Tüzün - vocal de apoyo, bajo (? - actualmente)
- Gökhan Gorali - vocal de apoyo, guitarra (? - actualmente)
- Cevdet Erek - vocal de apoyo, batería, tambor de copa, bendir (? - actualmente)

### Exintegrantes
- Tolga Yenilmez - vocal de apoyo, guitarra, sampler, efectos (1993 - ?)
- Patrick Chartol - bajo (1998 - 2001)
- Mehmet Fırıl - bajo (1998)
- Cenk Turanlı - vocal de apoyo, bajo (1994 - 1998)
- Umut Gürbüz - bajo (1991 - 1993)
- Erem Tanyeri - guitarra (1990 - 1993)

## Discografía

### Álbumes de estudio
- 1996: "Mi Kubessi" (Ada Müzik)
- 2007: "Nekropsi" (también llamado "Sayı 2: 10 Yılda Bir Çıkar") (A.K. Müzik)
- 2010: "1998" (también llamado "Nekropsi 1998") (Peyote Müzik)
- 2013: "Aylık/Monthly" (también lanzado por Bandcamp y de forma únicamente digital) (A.K. Müzik)

### EPs
- 1992: "Speed Lessons Part 1" (Ada Müzik)

### Recopilaciones
- 1996: "Sular Yükseliyor" (Ada Müzik)

### Apariciones en vivo
- 1998: "Nekropsi" con "Jimmy Page" y "Robert Plant" en Estambul.
- 2001: "Les Enfants des Autres" (realizado en el "Institut Français d'Istanbul"), Estambul.